# Militaire Orde van Sint-Joris van de Wedervereniging
De Militaire Orde van Sint-Joris van de Wedervereniging (Italiaans: "Reale e militare ordine di San Giorgio della Riunione") is de opvolger van de Orde van de Beide Siciliën die op 24 februari 1808 werd gesticht door Jozef-Napoleon Bonaparte, Napoleons oudere broer, die in dat jaar de troon van het koninkrijk Napels had bestegen. De Franse satellietvorst stichtte, zoals de Bonapartes dat gewoon waren te doen, een ridderorde die niet alleen met veel pracht en praal, maar ook met pensioenen voor de ridders, een band tussen de vorst en zijn nieuwe onderdanen moest smeden. Men spreekt in dit verband wel van een "Napoleontische Orde". De kosten moesten, net als in Holland, Spanje en Westphalen, door in beslag genomen goederen van de kerk en de commanderijen van de oude ridderorden worden opgebracht.

De Bonapartes goten hun nieuwe orden graag in oude vormen. Naam en vormgeving waren een slaafse nabootsing van de beroemde "Heilige Constantinische Orde" maar het doel van de orde was het belonen van verdienste waar de constantinische ridders de Katholieke Kerk dienden. Het kruis van Constantijn de Grote, het in een droom voor de Slag bij de Milvische Brug verschenen kruis met de Griekse letters "X" en "P", werd verwijderd, waardoor het motto betekenisloos werd.
Bij de oprichting had de orde 50 Dignitarissen, 100 Commandeurs en 600 Ridders.
Toen Jozef koning van Spanje werd, veranderde zijn opvolger Joachim Murat, die nu Joachim I, koning van Napels werd, vrijwel niets aan de orde.
De in 1814 gerestaureerde Bourbons lieten de orde naast de weer herstelde Heilige Constantinische Orde bestaan. De orde kreeg onder koning Ferdinand I in 1819 zes graden.

## Geschiedenis van de orde
Op 24 februari 1808 stelde Koning Joseph Napoleon, in navolging van het door zijn jongere broer Napoleon ingestelde Legioen van Eer, een Orde van de Beide Siciliën in.
Het koninkrijk Napels werd in de 19e eeuw vaak "Koninkrijk der Beide Siciliën" in. Jozef I resideerde in Napels en beheerste het vasteland. De stichting van een Orde van de Beide Siciliën benadrukte de aanspraak die de Fransman op het door de Engelsen en de Bourbons bezette eiland Sicilië maakte.
De orde werd verdeeld in drie klassen.
- Hoogwaardigheidsbekleders (Italiaans: "Dignitari"). Er mochten volgens de statuten niet meer dan 50 dignitarissen worden benoemd.

- Officieren (Italiaans: "Uffizial"). Er mochten volgens de statuten niet meer dan 100 officieren worden benoemd.

- Ridders (Italiaans: "Cavalieri"). Er mochten volgens de statuten niet meer dan 600 ridders worden benoemd.

Joseph werd koning van Spanje waar hij opnieuw een eigen ridderorde, de koninklijke Orde van Spanje instelde. Als koning en Grootmeester van de Orde van de Beide Siciliën werd Joseph opgevolgd door zijn zwager, de cavalerist en Frans Maarschalk Joachim Murat.
Koning Joachim I van de Beide Siciliën bracht kleine veranderingen aan in het versiersel en bleef de orde uitreiken tot aan zijn nederlaag tegen de troepen van de teruggekeerde Bourbons en zijn dood voor een vuurpeloton.

## De Orde in het tijdperk van de Restauratie
Na de restauratie van de reactionaire koning Ferdinand IV en III, zoals Ferdinand I van het koninkrijk der Beide Siciliën werd genoemd, werden alle hervormingen en instellingen van de voorgaande monarchie, met inbegrip van de Orde van de Twee Siciliën, opgeschort, met uitzondering van de napoleontische Burgerlijk Wetboek, dat als wetboek van kracht bleef. Op 1 januari 1819 kondigde Ferdinand in een Koninklijk Besluit, aan dat hij de hereniging van zijn beide koninkrijken wenste te vieren door een nieuwe "Militaire Orde van Sint-Joris van de Wedervereniging" in te stellen. Deze orde zou de vervangen.
De op zijn voorouderlijke troon herstelde koning Ferdinand maakte zichzelf grootmeester van deze orde en gaf de leden van de Orde van de Beide Siciliën de opdracht om hun oude versierselen door die van de Militaire Orde van Sint-Joris van de Wedervereniging te vervangen. Daarmee volgde hij het voorbeeld van de andere op hun troon herstelde vorsten die de napoleontische orden door eigen ridderorden vervingen. In Duitsland, Spanje en Westfalen werden de orden van Napoleon en zijn vazallen zonder meer verboden. In Italië en Frankrijk werden de monogrammen, portretten en symbolen van de Bonapartes verwijderd. De revolutionaire praktijk om ridderkruisen ook niet adellijke personen te verlenen en niet adellijke officieren in het leger te benoemen maakte een zuivering van de orden noodzakelijk. In het Koninkrijk der Beide Siciliën werden dergelijke verworvenheden van de Franse Revolutie grotendeels ongedaan gemaakt.
Het versiersel van de orde veranderde volkomen maar het lint van de Orde van de Twee Siciliën zou ook door de Militaire Orde van Sint-Joris van de Wedervereniging worden gebruikt.
In de eerste statuten werd de Orde werd verdeeld in zeven klassen.
- Grote Keten, (Italiaans: "Gran Collare"),
- Grootkruis, (Italiaans: "Gran Croce"),
- Officier, (Italiaans: "Uffiziale"),
- Ridder van Justitie, (Italiaans: "Cavaliere di Giustizia")
- Ridder van Gratie, (Italiaans: "Cavaliere di Grazia")
- gouden Medaille, (Italiaans: "Medaglia d'Oro")
- Zilveren Medaille, (Italiaans: "Medaglia d'Argento")

De koningen der Beide Siciliën zouden volgens de statuten grootmeesters van de orde zijn. De orde werd verbonden aan de kroon van de Beide Siciliën. Dat laatste is niet vanzelfsprekend want de Constantinische Orde is een zelfstandig instituut dat niet aan de kroon is verbonden en waarvan het eigendom in een aparte ceremonie wordt overgedragen.
Op 28 september 1829, werd de eerste klasse, de "Grote Keten", door koning Frans I der Beide Siciliën afgeschaft. De koning hervormde ook de statuten van de orde en hij bracht wijzigingen aan de draagwijze van de Militaire Orde van Sint-Joris van de Wedervereniging. De klassen van het Grootkruis, Ridder van Justitie en Officier waren exclusief voorbehouden aan officieren in de strijdkrachten, de gouden medaille kon aan de gewone soldaten, voor moed in de strijd of als beloning voor voorbeeldige militaire dienst worden verleend. De klasse van de Ridder van Gratie (voor officieren) en de zilveren medaille (voor militairen), werd in het vervolg toegekend om "voorbeeldige dienst in de oorlog" of "veertig jaar dienst en deelname aan ten minste twee militaire campagnes" te belonen. De toekenning van deze gouden en zilveren medailles moest worden goedgekeurd door door de grootmeester benoemde commissie van examinatoren. Het Grootkruis kon na bekomen advies van een ereraad die uit een voorzitter en ten minste tien Officieren in de orde bestond worden toegekend.
De Orde werd bestuurd door een deputatie, de "Deputazione Magistrale", bestaande uit de magistraal grootmaarschalk (voorzitter), twee grootkruisen en twee officieren en twee ridders van Justitie. Daarnaast hadden twee ridders van Gratie, die als secretarissen werden aangewezen, zitting in deze vergadering.
Voor belangrijke kwesties kon de Grootmeester de Grote Raad (“Gran Consiglio”) van de Militaire Orde van Sint-Joris van de Wedervereniging, bestaande uit tien grootkruisen en voorgezeten door de Grootmaarschalk of een door de koning aangesteld Grootkruis van de Orde bijeenroepen.
De hervorming onder de Bourbons verbond de Militaire Orde van Sint-Joris van de Wedervereniging met de veel oudere Constantijnse Orde van Sint-George. Beide versierselen kregen een afbeelding van Sint-Joris, de patroonheilige van de ridders. De heilige werd zoals gebruikelijk in gevecht met een draak afgebeeld.
Het motto van beide orden, “In Hoc Signo Vinces” is samen met het woord “virtute” op de ring rond het medaillon vermeld. Het kruis is op twee zwaarden gelegd en de vier rood geëmailleerde breed uitlopende en afgeronde armen liggen op een lauwerkrans waarin rode bessen zijn opgenomen. Het lint was van dezelfde kleur als die van de Constantinische Orde, maar met een dunne gele streep als bies.
- Voor de grootmeester was geen bijzonder insigne of versiersel voorgeschreven. Zoals gebruikelijk kon de Grootmeester over de versierselen van de orde beschikken.
- Een Grote Keten werd om de hals gedragen. De drager bevestigde de ster van de orde op zijn linkerborst
- Een grootkruis droeg om de hals een insigne dat bestaat uit een gouden beugelkroon, het kruis en daaronder een gouden afbeelding van Sint-Joris en de draak. Op de linkerborst werd een kruis van de orde op een zilveren ster met acht punten gedragen.
- Een officier droeg om de hals een insigne dat bestond uit een gouden beugelkroon en het kruis. Op de linkerborst wordt een kruis van de orde gedragen dat eenvoudiger van vorm is dan het kruis van de grootkruisen.
- Een ridder van Justitie droeg een kruis zonder kroon aan een lint om de hals.
- Een ridder van Justitie droeg een klein kruis zonder kroon of lauwerkrans aan een lint op de linkerborst.
- De gouden medaille werd aan een lint op de linkerborst gedragen.
- De zilveren medaille werd aan een lint op de linkerborst gedragen.

In de beginnende 19e eeuw werd een onderscheiding door militaire vaak op de linkerborst gespeld, bij een geklede jas was het gebruikelijk om een kruis in het knoopsgat te dragen. Het was in die tijd gebruikelijk om het modelversiersel iedere dag te dragen maar allerlei knoopsgatversiering, beugels, linten, rozetten en miniaturen maakten al opgang in de herenmode. Bij deze militaire onderscheiding was er geen sprake van vrouwelijke leden en er zijn dan ook geen strikken bekend.
Een orde zonder een over de schouder naar de heup gedragen grootlint voor de hoogste klasse, wat inhoudt dat het grootkruis aan een lint om de hals wordt gedragen, komt bij de orden van de Italiaanse staten vaker voor.

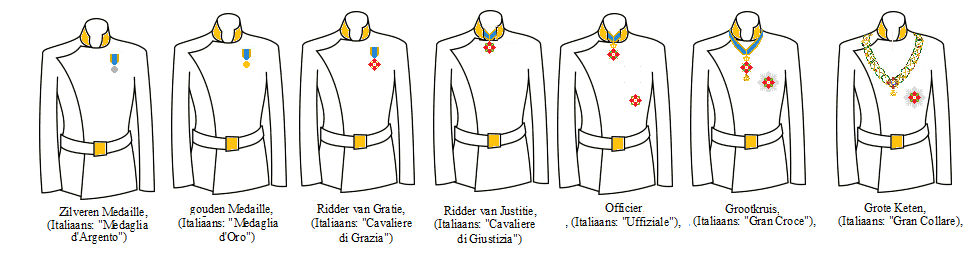
Draagwijze van de zeven graden zoals tussen 1819 en 1829 werd voorgeschreven.

In 1860 moesten de Bourbons voor de oprukkende troepen van Garibaldi vluchten. Eerst naar de noordelijke vesting Gaeta, later naar het buitenland. Ondanks een op 7 september 1860 getekend decreet van Victor Emanuel II, de koning van Sardinië, waarin de opheffing van de Militaire Orde van Sint-Joris van de Wedervereniging en alle andere orden van het veroverde en nu opgeheven koninkrijk der Beide Siciliën werd vastgesteld bleef koning Frans II, die de orde tijdens de belegering van Gaeta nog meerdere malen aan zijn medestanders uitreikte, in zijn eigen ogen de chef van de orde. De vesting viel pas op 13 februari 1861.
Ook zijn zoon en opvolger, de graaf van Caserta bleef tijdens zijn ballingschap de Militaire Orde van Sint-Joris van de Wedervereniging uitreiken, dat geschiedde voor het laatst in 1909.
De erfgenaam en pretendent van de troon van de Beide Siciliën voert de titel van "grootkonstabel" oftewel “Gran Contestabile” van de orde en de opeenvolgende hoofden van het Koninklijk Huis hebben altijd het recht op het grootmeesterschap gehandhaafd.
De versierselen van de Militaire Orde van Sint-Joris van de Wedervereniging mochten niet samen met de versierselen van de Heilige Constantinische Orde worden gedragen. Daarvoor leken zij te veel op elkaar.

## De keten en de zes graden van de orde van 1819 tot 1861
Op een portret uit zijn regeringsperiode draagt koning Ferdinand I der Beide Siciliën een keten die als die van de Orde van Sint-Joris en van de Wedervereniging van de Beide Siciliën kan worden herkend. Het kruis van de orde is de onderste schakel van de keten en de andere schakels hebben de vorm van lauwerkransen met daarbinnen gekruiste gouden zwaarden. Aan de keten is een pendant in de vorm van een gouden Sint-Joris met de draak gehangen.
De gouden keten is kostbaar uitgevoerd en met groene, witte, blauwe en rode emaille versierd.
De opvolgers van Ferdinand I dragen op portretten de ster van de Orde van Sint-Joris en van de Wedervereniging Beide Siciliën, waarbij Ferdinand I een ster die met diamanten is versierd draagt. In de eerste vier jaar van zijn regering heeft Frans I der Beide Siciliën de in 1829 door hemzelf afgeschafte keten nog kunnen dragen. Zijn opvolger Ferdinand II der Beide Siciliën bezat een kostbare, met diamanten versierde ster van de orde. Koning Frans II der Beide Siciliën was de laatste regerende koning van de Beide Siciliën.
Op afbeeldingen hangt rond het wapen van het koninkrijk der Beide Siciliën een keten die anders is vormgegeven dan de keten van Frans I. Deze keten bestaat uit schakels in de vorm van gouden leeuwen en torens.
Op portretten van de vier na de restauratie regerende koningen van het koninkrijk der Beide Siciliën dragen zij het grootlint van de Orde van de Heilige Ferdinand en de Verdienste over de rechterschouder. Zij geven deze orde en aan de door hen als prinsen uit het Huis Bourbon gedragen Orde van het Gulden Vlies voorrang boven de Militaire Orde van Sint-Joris van de Wedervereniging.
De statuten van de orde werden in 1829 en in 1850 hervormd.

## Graden en versierselen van na 1829
De derde hervorming van de Militaire Orde van Sint-Joris van de Wedervereniging werd op 1 januari 1819 door koning Ferdinand I der Beide Siciliën afgekondigd. De koning schrapte de hoogste graad, die van "Keten" en veranderde ook verder rangen, draagwijze en versierselen. Toch bleef de orde herkenbaar omdat het lint gehandhaafd werd. Ook de voornaamste motieven, het donkerrode kruis, de gouden afbeelding van Sint-Joris en de gekruiste zwaarden werden gehandhaafd.
Op 28 september 1829 werd de hoogste rang van grootlint omgedoopt tot "grootkruis". In deze versie is de orde tijdens verdere de 19e eeuw blijven bestaan.
- "Gran Bandicate", later grootlint en in 1829 grootkruis genoemd.

Zij droegen het kruis van de orde met daaronder als pendant een gouden sculptuur van de Heilige Joris die met een draakje stoeit aan een lint om de hals. Bij bijzondere plechtigheden werd het lint over de bovenkleding gedragen. Op de linkerborst droegen de leden van deze rang een zilveren ster.

Deze decoratie was bestemd voor zegevierende generaals en admiralen. Ook dappere officieren kwamen voor het grootkruis in aanmerking.
De onderscheiding droeg het woord "IN HOC SIGNO VINCES" op de ring rond het medaillon.
- Commandeur

Commandeurs droegen hetzelfde versiersel als de Grootkruisen maar zonder gouden pendant of ster. Bij plechtigheden droegen zij hun lint ònder hun kraag.

De onderscheiding droeg het woord "IN HOC SIGNO VINCES" op de ring rond het medaillon.
Dappere officieren kwamen voor het commandeurskruis in aanmerking.
- Rechtsridder

De Rechtsridders (Italiaans: "Cavalierei di Dritto") droegen een eenvoudig kruis zonder Sint-Joris als pendant aan een lint om de hals.
De onderscheiding droeg het woord "VIRTUTI" op de ring rond het medaillon.
- Ridder van Genade

De Ridders van Genade (Italiaans: "Cavalieri di Grazia") droegen een eenvoudig kruis zonder Sint-Joris als pendant aan een smal lint op de linkerborst.

De onderscheiding droeg het woord "MERITO" op de ring rond het medaillon.
Het toekennen van dit kruis was een bijzonder bewijs van de koninklijke gunst.
- Gouden medaille

De gouden medaille werd aan een lint van de orde op de linkerborst gedragen.
- Zilveren medaille

De zilveren medaille werd aan een lint van de orde op de linkerborst gedragen.
In de 19e eeuw was het ongebruikelijk dat onderofficieren en soldaten in een ridderorde werden opgenomen. Deze ridderorden zagen zich nog als gemeenschappen van adellijke ridders en daarin was geen plaats voor niet-adellijke ondergeschikte militairen. De reactionaire gerestaureerde vorsten braken met de Napoleontische traditie van het Legioen van Eer en de Italiaanse Orde van de IJzeren Kroon waarin dappere soldaten en verdienstelijke burgers samen met officieren met dezelfde onderscheiding werden vereerd. In Pruisen werd een onderscheiding als het IJzeren Kruis ook aan de lagere rangen toegekend, maar dat was nadrukkelijk geen ridderorde. De regering van de Napolitaanse tak van het Huis Bourbon was de meest reactionaire van de in 1815 gerestaureerde Europese regeringen.

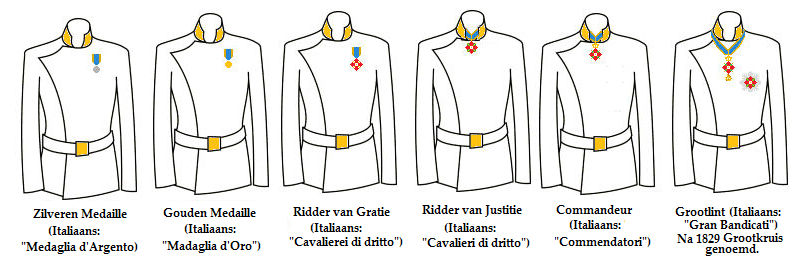
Draagwijze na 1829

Het kleinood was ook na 1819 een gouden kruis met rood geëmailleerde armen met gouden biezen en een gouden Sint-Joris in een wit medaillon. De lauwerkrans was groen met rode bessen. De zwaarden waren van goud. Verschillende juweliers vervaardigden de bij hun ateliers in opdracht gegeven versierselen volgens de tekeningen en voorschriften van de Napolitaanse kanselarij. Toch zijn er kleine verschillen aan te wijzen. De zwaarden onder het kruis liggen soms met het gevest op de krans, in andere gevallen valt het gevest in de ruimte tussen krans en medaillon.
De sterren van de grootkruisen werden in de eerste jaren nog zoals gebruikelijk in thuisarbeid gestikt en geborduurd met gouddraad, zilverdraad, pailletten en gekleurde zijde. Een dergelijke ster werd volgens de mode van die tijd "op het hart", dat wil zeggen aan de bovenkant van de linkerzijde van uniform of geklede jas vastgenaaid. Het was gebruikelijk dat een grootkruis meerdere sterren bezat om deze op de verschillende jassen te laten naaien. De sterren verkleurden, ze werden vies en ze sleten. Daarom moesten ze geregeld worden vervangen. De latere metalen sterren waren sterker. Deze platte of iets gewelfde sterren werden eerst vastgenaaid met behulp van oogjes aan het einde van de stralen en later met metalen pinnen en beugels op de achterzijde vastgemaakt. In de tweede helft van de 19e eeuw werden sterren met een metalen medaillon en later sterren van metaal populair. Deze sterren verschillen onderling sterk van uiterlijk.
Het lint was volgens Maximilian Gritzner hemelsblauw met ponceaurode biezen. Andere bronnen noemen andere kleuren en tonen een hemelsblauw lint met goudkleurige biezen.

## De acht graden van de obediëntie van de hertog van Castro
In de obediëntie van de Hertog van Castro is Militaire Orde van Sint-Joris van de Wedervereniging verdeeld in acht klassen:
- Ridders grootkruis die behalve de zilveren ster ook een kruis onder een kroon met als pendant een gouden Joris en de draak aan een lint om hun hals dragen.
- Grootofficieren die een eenvoudiger zilveren ster en om de hals een versiersel met kroon en kruis maar zonder Joris en de draak dragen.
- Commandeurs die het kruis aan een lint om de hals dragen.
- Officieren die een kruis aan een lint met rozet op de linkerborst dragen.
- Ridders van Justitie die die een kruis aan een lint met rozet op de linkerborst dragen.
- Ridders van Gratie die die een kruis aan een lint met rozet op de linkerborst dragen.
- Gouden Medailles die aan een lint op de linkerborst worden gedragen.
- Zilveren Medailles die aan een lint op de linkerborst worden gedragen.

## De grootmeesters van de Orde van de Militaire Orde van Sint-Joris van de Wedervereniging
Na de annexatie van Napels — inmiddels het "koninkrijk der Beide Siciliën" — door Savoye op 17 december 1860 werd de orde door de Italiaanse regering afgeschaft. De voorheen regerende koning uit het huis Bourbon-Beide Siciliën en zijn opvolgers hielden vast aan hun aanspraak op het grootmeesterschap van de orde. Frans II protesteerde in een brief aan de Europese vorsten tegen zijn afzetting en tegen het opheffen van zijn ridderorden. Hij beschouwde de aantasting van wat in zijn ogen zijn goddelijk recht op de troon was als illegaal. Ook zijn opvolgers benadrukten in brieven aan de Europese vorsten dat zij aan de oude rechten vasthielden. In de in 1998 bijgewerkte lijst van de dynastieke orden van het Registre des Ordres de Chavalerie en het Rapport de la Commission Internationale d’Études des Ordres de Chevalerie wordt de Militaire Orde van Sint-Joris van de Wedervereniging niet genoemd. Hij komt wel voor de website van het Koninklijk Huisvan de Beide Siciliën. In 2012 waren er twee grootmeesters die elkaar het recht op deze titel betwisten; infant Carlos, Hertog van Calabrië en Prins Carlo, Hertog van Castro. De Hertog van Castro verleent de orde in acht graden.
Er zijn elf grootmeesters of pretendenten bekend.
- Koning Ferdinand I van de Beide Siciliën 1815 - 1825
- Koning Frans I van de Beide Siciliën 1825 - 1830
- Koning Ferdinand II van de Beide Siciliën 1830 - 1859
- Koning Frans II van de Beide Siciliën 1859 - 1894
- Prins Alfons van Bourbon-Sicilië, Graaf van Caserta 1894 - 1934

De tweede zoon van prins Alfons, prins Karel Maria van Bourbon-Sicilië, gaf in 1900 voor zichzelf en zijn nakomelingen al zijn rechten op de troon van de Beide Siciliën op. Hij deed deze stap om met infante Maria Mercedes de Bourbon, dochter van koning Alfonso XII van Spanje te kunnen trouwen. Karel werd een infant van Spanje en lid van de Spaanse koninklijke familie. Over het rechtsgevolg van de akte van afstand twisten de leden van het huis Bourbon. De meeste leden van de familie menen dat Karel met zijn rechten op de troon ook de rechten op de Napolitaanse dynastieke orden opgaf. De Heilige Constantinische Orde is niet aan de kroon van de Beide Siciliën verbonden en het grootmeesterschap van deze orde is daarom los van de andere orden te beschouwen. Zijn zoon Alfons Maria van Bourbon-Sicilië is pretendent van de kroon van de Beide Siciliën en het grootmeesterschap van de Constantinische Orde en de andere dynastieke orden. Hij en zijn nakomelingen, de Hertogen van Calabrië worden in deze aanspraken door de Spaanse koning gesteund.
- Prins Ferdinand van Bourbon-Sicilië, hertog van Calabrië 1934 - 1960. Na zijn dood claimden de hertog van Calabrië en de hertog van Castro het grootmeesterschap.
- Prins Reinier van Bourbon-Sicilië hertog van Castro 1960 - 1966 deed afstand van deze titel ten gunste van zijn zoon prins Ferdinand.
- Infant Alfons Maria van Bourbon-Sicilië, hertog van Calabrië, grootmeester van 1960 tot 1964
- Prins Ferdinand van Bourbon-Sicilië, hertog van Castro 1966 - 2008
- Infant Carlos van Bourbon-Sicilië, hertog van Calabrië 1964 -
- Prins Carlo van Bourbon-Sicilië, hertog van Castro 1980 -

Binnen de hiërarchie van de Napolitaans-Siciliaanse orden is de koninklijke Orde van de Beide Siciliën hoger in rang dan de Militaire Orde van Sint-Joris van de
Maar wordt de orde vóór de koninklijke Orde van Frans I gedragen.

## Ridders in de Militaire Orde van Sint-Joris van de Wedervereniging
Grootkruisen
- Laval Nugent von Westmeath
- Ludwig von Wallmoden-Gimborn

Ridders
- Leopold, Prins van Salerno
- Giuseppe Saverio Poli
- cavallo Luigi Siciliano di Rende[6]
- Rafaello d'Agostino 1860
- Pasquale d' Alessio 1860
- Vincenzo d'Ambrosio D’Ambrosio Principe di Marzano
- Kolonel der Genie Francesco Saverio Anfora. patrizio di Sorrento, duca di Licignano
- Giovan Battista Graaf Anguissola di San Damiano
- Francesco Belucci ontving de Medaille in 1848 en het kruis in 1860[7]
- Kolonel Dominico Melchiorre Cafaro, cavaliere di grazia in 1839
- Kapitein Francesco Canzano di Belviso, duca di Belviso, visconte di Francavilla. 1860
- Luigi Carelli
- Kolonel Giacomo Caetani 1860